# Axel Herrig
Axel Herrig (* 1. Juni 1963 in Trier) ist ein deutscher Musicaldarsteller, Opernsänger (Bariton) und Schauspieler.

## Leben
Herrig wuchs in Speicher (Eifel) auf. Als Kind begann er Schlagzeug zu spielen. Im Jugendalter spielte er in Schülerbands und als Tanzmusiker. Nach dem Abitur studierte Herrig Gesang an der Musikhochschule Köln, Abteilung Aachen bei  Elisabeth Bock-Ksoll. Das Studium schloss er mit Auszeichnung in den Fächern Opern-, Lied- und Konzertgesang ab. Er hatte daneben Unterricht bei Vera Ilieva (Sofia), Brian Kemp (London) und Michael Rhodes (New York). Herrig konzertiert  mit der Band „Eigthies4Ever“.
Bekannt wurde Axel Herrig durch die Hauptrolle des Falco in dem Musical Falco meets Amadeus (2000–2003).

## Theater
- Theater am Kurfürstendamm „Rendezvous nach Ladenschluß“, Rolle: „Vadas“ (Januar 2004 bis März 2004)
- Theater Münster, „Das Geheimnis des Edwin Drood“, Rolle: John Jasper
- Stadttheater Aachen, Theatersport

## Oper (Auswahl)
In der Oper spielte er
- Neues vom Tage, Paul Hindemith, Rolle: Eduard
- Der Barbier von Sevilla, Gioacchino Rossini, Rolle: Barbiere
- Madama Butterfly, Giacomo Puccini, Rolle: Sharpless
- Turandot, Giacomo Puccini, Rolle: Ping
- Fidelio, Ludwig van Beethoven, Rolle: Minister
- Die Kluge, Carl Orff, Rolle: Mauleselmann
- Die Zauberflöte, W.A. Mozart, Rolle: Papageno
- Don Giovanni, W.A. Mozart, Rolle: Masetto
- Weiße Rose, Udo Zimmermann, Rolle: Hans Scholl
- Marat, Walter Haupt, Rolle: Marat
- Die Hochzeit des Figaro, W.A. Mozart, Rolle: Graf Almaviva

## Musical (Auswahl)
- Theater am Kurfürstendamm, „Männer“, Rolle: „Axel“ (Februar 2003 bis April 2003)
- Theater des Westens, Falco meets Amadeus, Hauptrolle Falco (Juli 2002 bis August 2002)
- Volksoper Wien, „Guys and Dolls“  und „The Sound Of Music“
- Nationaltheater Mannheim „Come together on Abbey Road“
- Die Drei von der Tankstelle Schloßparktheater Berlin zusammen mit Dieter Landuris, Monty Arnold und Carsten Gerlitz
- Freilichtspiele Schwäbisch Hall „Cyrano“, Rolle: „Valvert“
- Theater Aachen „Aladdin“, Rolle: Hauptrolle „Aladdin“
- Theater Aachen „Brian“, Rolle: "Schwanzus Longus"
- Theater Aachen „Catharine“, Hauptrolle „Sergeant Lefebvre“
- Theater Aachen „La cage aux Folles“, Rolle: „Phädra“, „Mercedes“

## Filmografie (Auswahl)
- 1998: Was bei drei nicht auf den Bäumen ist...
- 2002: Rhein-Samurai
- 2003: Im Namen des Gesetzes
- 2003: Berlin Abschnitt 40

## Diskografie (Auswahl)
- All I ask, CD-Single
- Malpopita, CD
- 10 kleine Superstars, Falcos Meinung, CD-Single
- Weihnachten aus dem Aachener Dom, CD
- MA Falco meets Amadeus, CD
- Herrig meets Hölzel, arrangiert und produziert von Carsten Gerlitz, CD-Single
- Max und Moritz – die Musical-Story, CD

## Auszeichnungen
- „Kurt-Sieder-Preis“ 2007 für herausragende schauspielerische Leistungen am Grenzlandtheater Aachen
- „Bester Männlicher Rockmusical-Darsteller“ 2001, Magazin „Da Capo“